# Stužková slávnosť

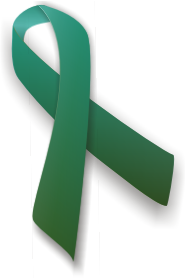
Grüne Schleife, die an der Festkleidung von Schülerinnen und Schülern angebracht wird

Stužková slávnosť [ˈstuʃkovaː ˈslaːvnosc], deutsch wörtlich Schleifenfest, kurz Stužková, ist eine in der Slowakei verbreitete Schulfeier, die etwa ein halbes Jahr vor der Maturität stattfindet. Bei einer Zeremonie werden die grünen Bänder in Gegenwart des Schulleiters von einem besonderen Pädagogen "getauft" und vom Klassenlehrer auf der Festkleidung der Schülerinnen und Schüler angebracht. Die grüne Schleife ist ein Symbol für die Hoffnung, die Maturitätsprüfungen zu bestehen. In ihrer feierlichen Ausgestaltung entspricht die Stužková einem Abiturball oder Prom.  
1985 widmete die slowakische Rockband Elán der Stužková einen Titel ihres Albums Hodina slovenčiny.

## Geschichte
Die Tradition der Stužková slávnosť geht auf die Errichtung von Gymnasien und weiterführenden Berufsschulen in der ehemaligen Tschechoslowakei nach dem Ersten Weltkrieg zurück. Die Anfänge in der Slowakei stammen nach Auskunft der Ethnografin Viera Feglová aus der Bergbau- und Forstfachschule in Banská Štiavnica.